# Muqaddam ibn Muafá
Muqaddam ibn Muafá al-Qabrí, también conocido como Ben Mocadem de Cabra, fue un poeta andalusí, nacido en Cabra en el 847 y fallecido en el 912 durante el Emirato de Córdoba. Hay pocos documentos sobre su vida, aunque se conoce que era ciego. 
Se le considera el inventor de la moaxaja, donde incluyó una estrofa denominada jarcha y que posteriormente dio lugar al zéjel y al villancico en la lírica occidental. Fue uno de los poetas favoritos del emir Abd Allah I de Córdoba. Su poesía influirá notablemente en las cantigas de Alfonso X el Sabio, así como en el arcipreste de Hita. Incluso fuera de la península, sus versos se reconocerán en el provenzal del conde de Poitiers. Sus poesías evolucionarán hasta convertirse en muchos de nuestros villancicos y coplas populares. La lengua es el romance y su temática es el amor, los placeres, la vida o la piedad.

## Reconocimiento
Juan Valera, también poeta egabrense del siglo XX, tradujo algunas de sus moaxajas, entre las que destaca la siguiente:

De balde es tanto afanar / amigos para pescar. / En las redes bien quisiera / prender la trucha ligera, / más esta niña hechicera / es quien más debe pescar. / Los peces tienen recelos / y burlar redes y anzuelos; / pero en sus dulces ojuelos / van nuestras almas a dar.
Muqaddam ibn Muafá (traducido por Juan Valera)

Tiene un monumento realizado en bronce por el egabrense Rafael Pastor Santisteban junto al castillo de Cabra en su ciudad natal, Cabra, que fue instalado en enero de 2017 sustituyendo a otro anterior del mismo autor de finales de los años 1990.